# Lokarje
Lokarje este o localitate din comuna Šentjur, Slovenia, cu o populație de 114 locuitori.
Se află chiar lângă drumul regional care duce spre nord de Šentjur spre Dramlje. Zona face parte din regiunea istorică Styria. Municipalitatea este acum inclusă în regiunea statistică Savinja.